# Melanie Cruise
Melanie Cruise (Chicago, 1986) è una wrestler statunitense meglio conosciuta per le sue apparizioni in SHIMMER e POWW Entertainment.
Attualmente lavora per diverse promotion indipendenti nel Nord degli Stati Uniti e anche nella promotion tutta al femminile della SHIMMER Women Athletes.

## Carriera

### POWW Entertainment (2008-2012)
Allenata da Ruff Crossing, Jimmy Blaze e Scott Spade ha debuttato per la POWW il 26 aprile 2008. Era un tag team match in coppia con Kanoa contro Traci Brooks e Chris Cairo. Dopo ha preso parte ad un Triple Threat Match con Mia Martinez e The Great Cheyenne, l'eventuale vincitrice del match. Siccome The Great Cheyenne non ha schienato Melanie Cruise per vincere il match le due hanno iniziato un feud, finito eventualmente con Melanie Cruise che ha sconfitto The Great Cheyenne in un two out of three falls match. Dopo che Melanie Cruise ha iniziato un altro feud con Taylor Made ha anche preso parte al primo Street Fight Match femminile della federazione ottenendo una vittoria su Taylor Made dopo aver connesso con il suo Cruise Control su un secchio della spazzatura. Ha poi continuato ad avere un feud con Taylor Made che nel frattempo ha portato una nuova tag team partner, Kimberly Kash. Dopo aver sconfitto entrambe Melanie Cruise ha iniziato ad avere carenza di avversarie, motivo per il quale a Summer Xplosion ha lottato con Juliet The Huntress, sconfiggendola per DQ.

### SHIMMER Women Athletes (2008-2018)
Ha fatto la sua prima apparizione per la SHIMMER Women Athletes nello SPARKLE del  Volume 21 dove ha sconfitto Cherry Bomb in un Dark Match vincendo un futuro spot nel Main Roster. Ha fatto il suo debutto ufficiale nel Volume 23 dove è stata sconfitta dalla "Scream Queen" Daffney dopo il suo Daff Knees. Si è quindi alleata con Annie Social e Wesna Busic formando il Social Club. Dopo aver saltato il Volume 24 ha preso parte al Volume 25 dove è stata sconfitta da Nikki Roxx dopo il suo Barbie Crusher. Più tardi quella sera ha preso parte ad un Fatal 4 Way che includeva anche Jennifer Blake, Kellie Skater e Jessie McKay (eventuale vincitrice). L'8 novembre ha fatto coppia con Wesna Busic sconfiggendo le ex SHIMMER Tag Team Champions Ashley Lane e Nevaeh. Ha continuato la winning streak sconfiggendo la debuttante Kimberly Kash nel Volume 28 in meno di due minuti.
Siccome la sua tag team partner Wesna Busic si è ritirata dal pro wrestling ha iniziato a fare coppia con la sua manager Annie Social e nel Volume 29 loro hanno perso un Tag Team Match valido per lo status di #1 Contender contro il team di Nikki Roxx e la Portuguese Princess Ariel. Più  tardi quella sera comunque hanno ottenuto la loro prima vittoria come Team contro Jessica James e Rachel Summerlyn. Nel Volume 31 Melanie ha ottenuto un'importantissima vittoria contro Allison Danger grazie all'aiuto della sua Manager Annie Social. Nell'after match il duo ha continuato ad attaccare Allison fino a quando Jennifer Blake non è arrivata a salvarla. Nel Volume 32 hanno perso un Tag Team Grudge Match contro le Ultimate Punch (Jennifer Blake e Allison Danger).
Melanie Cruise ha continuato la sua winning streak in singolo ottenendo il terzo match singolo contro la debuttante Taylor Made, mettendo a segno il suo Cruise Control. Melanie continua ad impressionare e nel Volume 34 ottiene la sua quarta vittoria in singolo in SHIMMER schienando Leva Bates dopo il Cruise Control. Anche nel Volume 35 Melanie Cruise ha continuato a vincere, ottenendo la sua quinta vittoria in singolo nell'opening match schienando Jessica James dopo il suo Cruise Control.

### All Elite Wrestling (2019-presente)

#### The Nightmare Collective (2019-2020)
Melanie Cruise fa il suo debutto per la All Elite Wrestling (AEW) durante la puntata di AEW Dynamite del 4 dicembre 2019 sotto il ring-name di Mel, dove compare fra il pubblico e prega Brandi Rhodes di entrare a far parte della sua stable, che comprende anche Awesome Kong, chiamata le Nightmare Collective, dove viene accolta, stabilendosi quindi come heel. Nella puntata di AEW Dynamite del 18 dicembre, le Nightmare Collective si presentano sulla rampa proponendo nuovamente a Kris Statlander di entrare a far parte della loro stable (dopo che due settimane precedenti l'offerta era stata rigettata), ma la Statlander rifiuta ancora una volta, per poi venire accerchiata e colpita con un tacco in testa da Brandi. Nella puntata di AEW Dynamite: Anniversary Edition dell'8 gennaio 2020 Mel, Awesome Kong e Brandi Rhodes, in seguito poi raggiunte dal debuttante e quarto membro della stable Luther, interferiscono durante il match fra Kris Statlander e la campionessa Riho valevole per l'AEW Women's World Championship; i quattro si concentrano principalmente sulla Statlander, così permettendo indirettamente a Riho di difendere la cintura, e dopo la fine della contesa fanno la loro comparsa Hikaru Shida, Big Swole e Sonny Kiss, intervenuti per difendere Kris e allontanate la Nightmare Collective. Nella puntata di AEW Dynamite: Bash At The Beach del 15 gennaio, Mel sostituisce Awesome Kong infortunata, effettuando così il suo debutto sul ring in coppia con Brandi Rhodes, dove vengono sconfitte da Hikaru Shida e Kris Statlander. Nella puntata di AEW Dark del 4 febbraio, Mel è stata sconfitta da Hikaru Shida, quando Awesome Kong colpisce per sbaglio Mel con un kendo stick in testa; al termine del match, Mel e Luthor attaccano brutalmente la Kong, infortunandola e tenendola fuori dalle scene per diversi mesi (in kayfabe in quanto sarà impegnata per le riprese della quarta e ultima stagione di GLOW). In seguito, la stable delle Nightmare Collective pone fine quando abbandona la leader Brandi Rhodes dopo settimane di segmenti in terapia.

#### Competizione singola (2020-presente)
Dopo oltre quattro mesi di assenza, Mel fa il suo ritorno nella puntata di AEW Dark del 23 giugno, dove ha sconfitto KiLynn King. Il 3 agosto, all'AEW Women's Tag Team Cup Tournament: The Deadly Draw, Mel si rivela la compagna di Penelope Ford del torneo, accompagnata da Kip Sabian, e fanno il loro ingresso nel loro match di nei quarti di finale contro le Nightmare Sisters (Allie e Brandi Rhodes), accompagnate rispettivamente da QT Marshall e Dustin Rhodes, dove ne escono sconfitte quando Allie acceca Mel mentre l'arbitro è distrato e Brandi connette la spear per la vittoria.

## Personaggio

### Mosse finali
- - The Cruise Control (Standing thrust spinebuster)